# Doratura stylata
Doratura stylata är en insektsart som först beskrevs av Karl Henrik Boheman 1847.  Doratura stylata ingår i släktet Doratura, och familjen dvärgstritar. Arten är reproducerande i Sverige.